# La prima luce
La prima luce è un film del 2015 scritto e diretto da Vincenzo Marra.
Il film ha per protagonista Riccardo Scamarcio, affiancato da Daniela Ramirez.

## Trama
Marco è un giovane e cinico avvocato di Bari. Vive con la sua compagna Martina e il figlio Mateo, di sette anni. La storia d'amore fra Marco e Martina, che è cilena, sta per concludersi. Martina vuole tornare in Cile con il piccolo Mateo, ma Marco non è d'accordo in quanto non vuole separarsi dal figlio. Martina decide comunque di andarsene, assieme a Mateo, recandosi in Cile e facendo perdere le sue tracce. Marco non ha più notizia di suo figlio, ma dopo un periodo di angoscia e sbandamento decide di andare a cercarlo. L'avvocato barese, sceso dall'aereo, si ritrova in una metropoli sudamericana con oltre sei milioni di abitanti ossia Santiago del Cile: una realtà che rende difficile la sua ricerca. Dopo un'angosciosa e inconcludente operazione di un investigatore privato, Martina e Mateo sembrano essere svaniti nel nulla, ma poi Marco riesce a sapere dove abitano la donna e il figlio grazie allo stesso investigatore, ingaggiato su consiglio dell'avvocato cileno che assiste Marco nella causa legale davanti ai giudici del tribunale di Santiago. Alla fine Marco e Martina s'incontrano in una tavola calda dove Martina propone un accordo a Marco, che rifiuta quindi i due si vedono in tribunale ma le reciproche incomprensioni rimangono; la scena finale è tutta focalizzata sugli sguardi dei protagonisti: Marco e Martina si guardano con occhi che rivelano solo rancore e rimpianto, ma la madre consente al figlio Mateo di poter abbracciare suo padre Marco che piange non riuscendo a parlare.

## Produzione
Il film è stato girato fra Bari, Roma e Santiago del Cile.

## Distribuzione
Il film è stato presentato per la prima volta alla 72ª Mostra internazionale d'arte cinematografica di Venezia. Il film è uscito nelle sale italiane il 24 settembre 2015.